# Кочо Колищърков
Кочо Колищърков е български учител и революционер, деец на Вътрешната македоно-одринска революционна организация.

## Биография
Кочо Колищърков е роден в град Прилеп, тогава в Османската империя, в голямото българско семейство Колищъркови. Училищен настоятел. Става учител, но същевременно се присъединява към ВМОРО. Действа като секретар в Ениджевардарската чета на Апостол Петков. Заедно с четника Григор Узунов се среща с членове на ЦК на ВМОРО по организационни въпроси. При разразилия се конфликт между ВМОРО и ВМОК е пленен от четата на Иванчо Карасулията, но успява да избяга. По-късно действа като четник в Гевгелийско. През Илинденско-Преображенското въстание от лятото на 1903 година е секретар на четата на Аргир Манасиев и участва в сражението при Бешбунар.
През 1934 година е в ръководството на Прилепското благотворително братство като секретар.
- Писмо от Ениджевардарската чета, 1904 г.